# Maria Grazia Chiuri
Maria Grazia Chiuri (Roma, 2 febbraio 1964) è una stilista italiana.
Dopo aver lavorato per Fendi e Valentino, è stata nominata direttrice creativa della maison Dior dal 2016 al 2025.

## Biografia
Il padre, originario di Tricase, era nell'esercito, mentre la madre era una sarta; Chiuri ha citato la nonna e la madre come una sua fonte d'ispirazione. Ha studiato all'Istituto Europeo di Design a Roma.

## Carriera
Maria Grazia Chiuri viene assunta nel 1989 da Fendi, dove partecipa alla creazione della celebre borsa Baguette e ingaggia il designer Pierpaolo Piccioli nel suo reparto. Nel 1999 Valentino Garavani recluta personalmente Chiuri e Piccioli da Valentino e insieme realizzano diversi accessori come occhiali e borse per la casa d'alta moda; nel 2003 la coppia inizia a gestire la direzione creativa della collezione giovanile Red Valentino; infine, nel 2008 Chiuri e Piccioli vengono nominati vice-direttori creativi di Valentino, supervisionando l'intera direzione artistica del marchio compresi l'abbigliamento femminile, maschile e Haute Couture. Nel 2015 entrambi ricevono il premio CFDA International Award per le loro realizzazioni.
Nel luglio 2016 Maria Grazia viene nominata direttrice creativa di Dior. Vanessa Freidman del quotidiano The New York Times ha notato che Chiuri è «la prima donna a guidare il lato creativo in 69 anni di storia del marchio», ed è anche il suo primo incarico da sola dopo aver lavorato più di due decenni con Piccioli, che è stato nominato direttore creativo di Valentino.". Irish Times ha commentato: «In qualità di direttrice artistica della storica casa di moda di Parigi, la signora Chiuri seguirà le orme di designer come Yves Saint Laurent, Gianfranco Ferré e John Galliano».
Nel settembre 2016 Maria Grazia Chiuri presenta la sua prima collezione PE 2017 per Dior a Parigi, che includeva molti riferimenti femministi tra cui una maglietta che portava il titolo del saggio di Chimamanda Ngozi Adichie We Should All Be Feminists. Chiuri riprende questo tema nelle successive sfilate includendo un riferimento al saggio di Linda Nochlin Why Have There Been No Great Women Artists? nella stagione PE 2018, e una collaborazione con l'artista Judy Chicago e con The Chanakya School of Craft per la sua collezione Haute Couture PE 2020.
In merito alla continua incorporazione di slogan e messaggi femministi nel suo lavoro, Chiuri ha affermato che «La nuova generazione ha sollevato grandi domande sul genere, sulla razza, sull'ambiente e sulle culture, che dobbiamo riflettere nella moda». Tuttavia, alcune collezioni hanno provocato polemiche a causa dei riferimenti non accreditati ai tradizionali costumi popolari rumeni e hanno portato a reazioni pubbliche negative sotto l'hashtag #GiveCredit.
Le realizzazioni di Maria Grazia Chiuri vengono spesso descritte come "giovanili"; la stilista cita la figlia Rachele Regini come sua musa ispiratrice.

## Vita privata
Chiuri ha sposato Paolo Regini, un camiciaio, da cui ha avuto il figlio Niccolò e la figlia Rachele, che ad un certo punto ha cominciato a lavorare con lei come consulente culturale.